# Schleifersberg
Schleifersberg ist eine Ortslage im Stadtteil Ohligs der bergischen Großstadt Solingen.

## Lage
Schleifersberg befindet sich auf dem nördlich des Lochbachs bei der Poschheider Mühle gelegenen Höhenrücken direkt an der Landesstraße 85, der Weyerstraße. Im Osten liegen neben Engelsberg die Fabrikgelände des Industriebetriebs Kronprinz (heute Accuride) sowie im Nordosten das Monhofer Feld. Westlich verläuft der Caspersbroicher Weg parallel zur Bahnstrecke Haan-Gruiten–Köln-Deutz. Weiter westlich befinden sich die Orte Schnittert, Keusenhof und Kottendorf, südlich Kullen sowie auf der anderen Uferseite des Lochbachs Poschheide und Suppenheide.

## Geschichte
Schleifersberg entstand an der Altstraße zwischen Benrath und Wald, die als Höhenrückenstraße im Gebiet der Gemeinde Merscheid zwischen dem Lochbach im Süden und dem Baverter Bach im Norden verlief. Die Straße wurde unter der preußischen Regierung im 19. Jahrhundert zur Benrath-Focher-Provinzialstraße ausgebaut. Im Jahre 1872 erhielt sie auf dem bei Schleifersberg gelegenen Abschnitt den Namen Walder Straße, aus der am 4. Mai 1935 durch Umbenennung schließlich die heutige Weyerstraße wurde.
Die Wurzeln des Hofes Schleifersberg liegen vermutlich in der ersten Hälfte des 19. Jahrhunderts, die Namensherkunft ist ungeklärt, Schleifer war in der Klingenstadt Solingen allerdings eine häufig anzutreffende Berufsbezeichnung. Die Topographische Aufnahme der Rheinlande von 1824 verzeichnet den Ort nicht, die Preußische Uraufnahme von 1844 als Schleifersberg. Der Ort gehörte zur Honschaft Merscheid innerhalb des Amtes Solingen. In der Topographischen Karte des Regierungsbezirks Düsseldorf von 1871 ist der Ort hingegen nicht enthalten.
Nach Gründung der Mairien und späteren Bürgermeistereien Anfang des 19. Jahrhunderts gehörte Schleifersberg zur Bürgermeisterei Merscheid, die 1856 zur Stadt erhoben und im Jahre 1891 in Ohligs umbenannt wurde. Dort lag der Ort in der Flur IV. Bavert.
Der nach der Statistik und Topographie des Regierungsbezirks Düsseldorf als Kotten kategorisierte Wohnplatz besaß 1832 ein Wohnhaus und ein landwirtschaftliches Gebäude. Zu dieser Zeit lebten neun Einwohner im Ort, allesamt evangelischen Bekenntnisses. Die Gemeinde- und Gutbezirksstatistik der Rheinprovinz führt den Ort 1871 mit sechs Wohnhäusern und 37 Einwohnern auf.

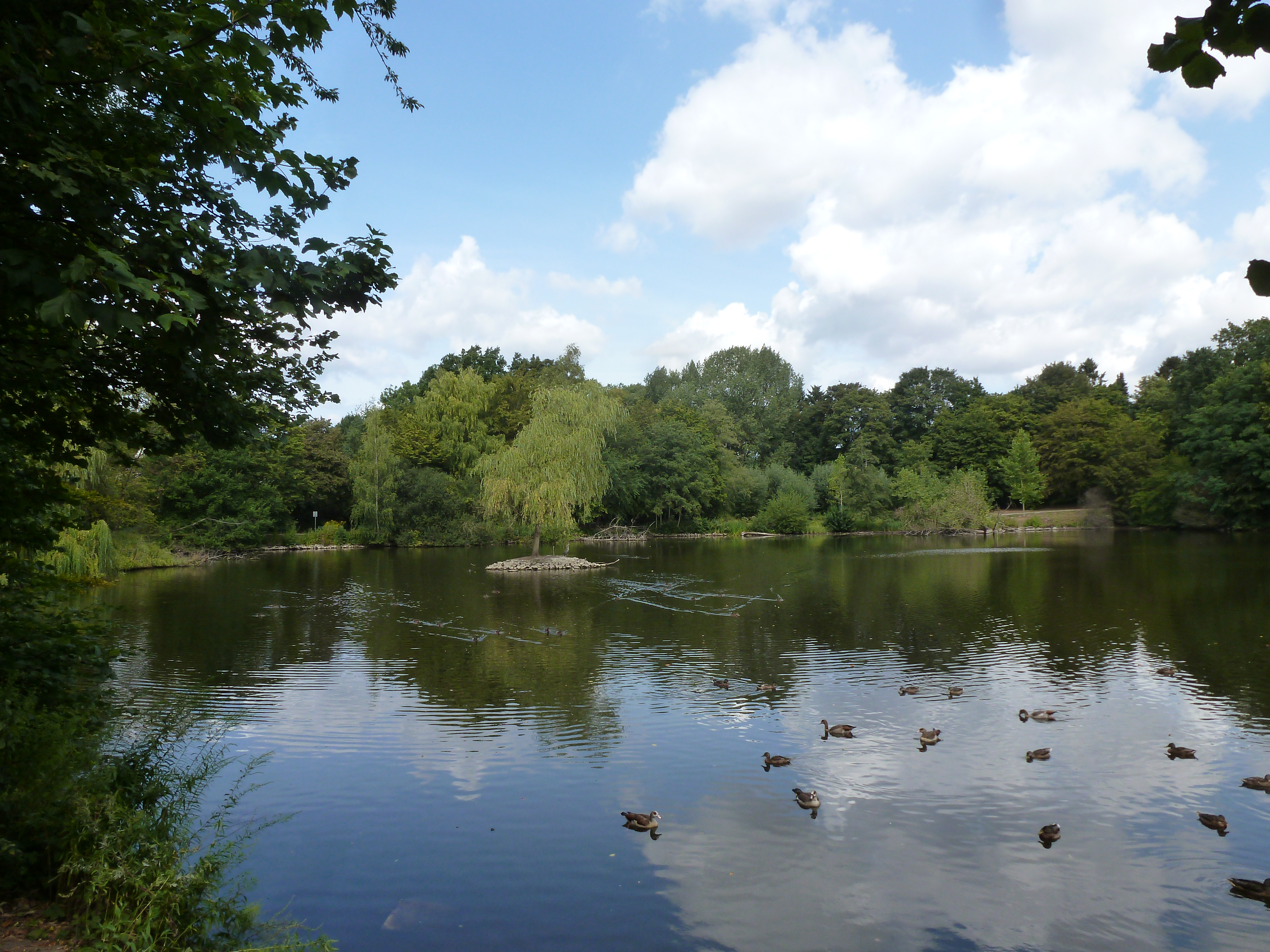
Stiehlsteich bei Schleifersberg

Ende des 19. Jahrhunderts entstand bei Schleifersberg mit der Ohligser Ziegelei Aktiengesellschaft Bracken & Cie. eine Dampfziegelei. Eine für die Ziegelherstellung in der Nähe angelegte Lehmgrube blieb auch nach Aufgabe des Ziegeleibetriebes erhalten und entwickelte sich in der ersten Hälfte des 20. Jahrhunderts zu einem Weiher. Nach Recherchen des Solinger Tageblatts war es ein bei der nahegelegenen Firma Kronprinz angestellter Gärtner, Ernst Stiehl, der sich als erster um den Teich bemühte. So kam der Weiher zu seinem heutigen Namen: Stiehlsteich. Der Stiehlsteich bildet heute ein Naherholungsgebiet zwischen Schleifersberg, der in den 1950er Jahren entstanden Wohnsiedlung an der Leipziger Straße sowie dem Industriegebiet am Monhofer Feld.
Mit der Städtevereinigung zu Groß-Solingen im Jahre 1929 wurde Schleifersberg ein Ortsteil Solingens. Am 26. April 1935 erhielt die bei Schleifersberg von der Weyerstraße nach Süden abzweigende ehemalige Oberstraße den Namen des Ortes. Auch eine dort eingerichtete Bushaltestelle der Oberleitungsbuslinie 682 der Stadtwerke Solingen trägt den Namen Schleifersberg.